# Échenoz-la-Méline
Échenoz-la-Méline – miejscowość i gmina we Francji, w regionie Burgundia-Franche-Comté, w departamencie Górna Saona.
Według danych na rok 1990 gminę zamieszkiwało 2445 osób, a gęstość zaludnienia wynosiła 302 osoby/km² (wśród 1786 gmin Franche-Comté Échenoz-la-Méline plasuje się na 62. miejscu pod względem liczby ludności, natomiast pod względem powierzchni na miejscu 557.).